# Corteolona
Corteolona är en ort och frazione i kommunen Corteolona e Genzone i provinsen Pavia i regionen Lombardiet i Italien. 
Corteolona upphörde som kommun den 1 januari 2016 och bildade med den tidigare kommunen Genzone den nya kommunen Corteolona e Genzone. Den tidigare kommunen hade 2 227 invånare (2015).